# Frank Helmenstein

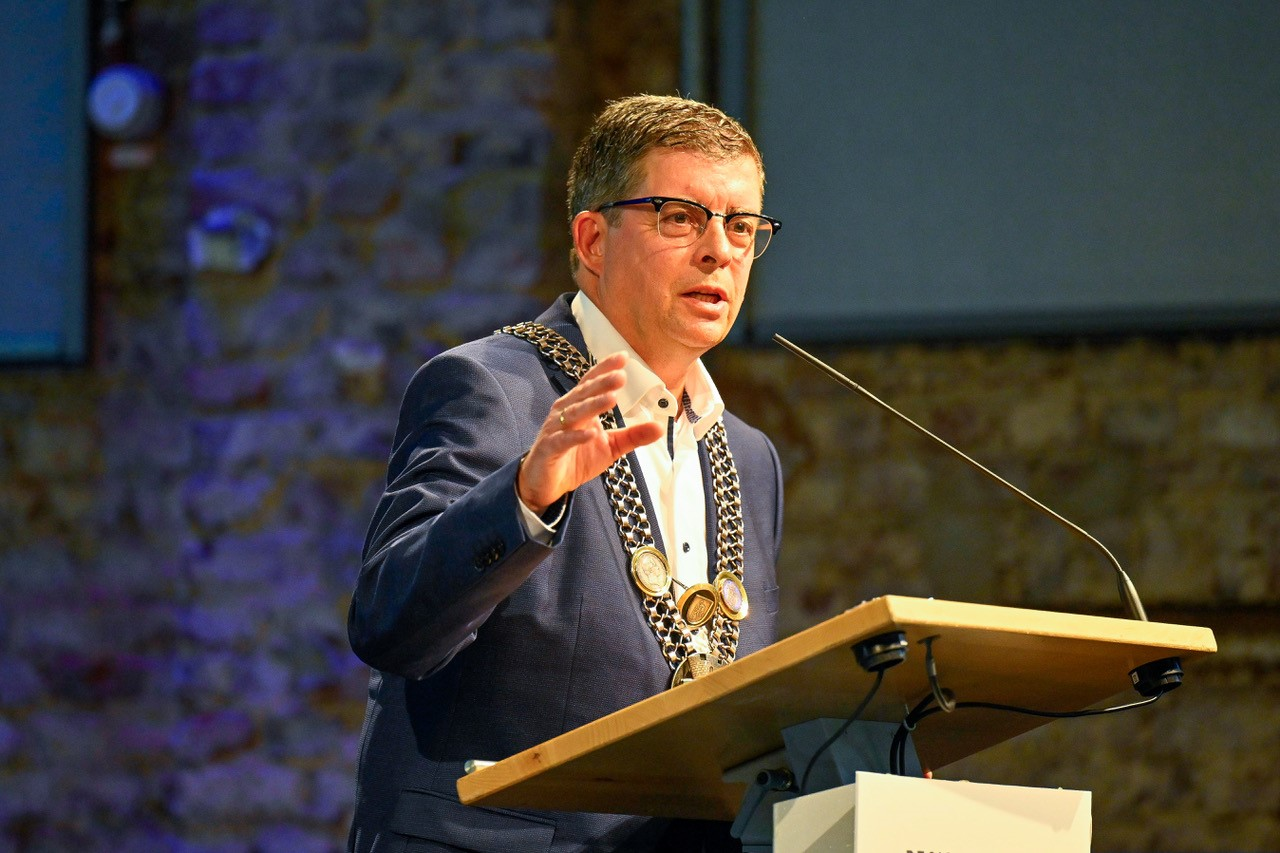
Frank Helmenstein (2025)

Frank Helmenstein (* 13. April 1965 in Ründeroth) ist ein deutscher Kommunalpolitiker (CDU) und seit dem 18. Oktober 2004 hauptamtlicher Bürgermeister der Stadt Gummersbach im Oberbergischen Kreis in Nordrhein-Westfalen.

## Leben
Helmenstein studierte Rechtswissenschaften an der Rheinischen Friedrich-Wilhelms-Universität Bonn und schloss sein Studium 1992 mit dem ersten juristischen Staatsexamen ab. Seine Referendarzeit absolvierte er im juristischen Vorbereitungsdienst des Landes Nordrhein-Westfalen und legte 1994 das zweite juristische Staatsexamen ab. Danach arbeitete Helmenstein zunächst in einer Anwaltskanzlei. Vom 1. April 1996 bis zum 17. Oktober 2004 war er bei der Stadt Halle (Saale) tätig, zuletzt als Stadtverwaltungsdirektor.
Helmenstein trat 1980 zunächst in die Junge Union Deutschlands (JU), 1983 dann auch in die CDU ein.
Zur Bürgermeisterwahl 2004 in Gummersbach trat er als Kandidat der CDU an und gewann die Stichwahl mit 57,37 % der abgegebenen Stimmen. 2009 erreichte er 69,04 % der abgegebenen Stimmen, bei der vorgezogenen Bürgermeisterwahl 2014 setzte sich Helmenstein im ersten Wahlgang mit 58,21 % der abgegebenen Stimmen gegen zwei Mitbewerber durch, 2020 wurde er mit 63,27 % für seine vierte Amtszeit wiedergewählt. Helmenstein ist als hauptamtlicher Bürgermeister kraft Amt Aufsichtsrat bzw. Gesellschafter von 28 öffentlichen bzw. gemeinnützigen Einrichtungen und Unternehmen.
Am 23. Februar 2019 konnte er sein 25-jähriges Dienstjubiläum im öffentlichen Dienst feiern. Im Dezember 2023 kündigte er an, bei der Kommunalwahl 2025 nicht mehr als Bürgermeister anzutreten.
Helmenstein ist verheiratet und hat zwei Kinder.